# Liga Sudamericana de Clubes 2007
La Liga Sudamericana de Clubes 2007 fue la undécima edición del torneo más importante de clubes de basketball en Sudamérica. Participaron dieciséis equipos de ocho países, todos excepto Colombia y Ecuador tuvieron representantes. 
El ganador de esta edición fue el cuadro argentino de Libertad de Sunchales, que venció en la final al Franca BC brasilero.

## Participantes
| País                   | Equipo                                                     | Vía de clasificación                                                         |
| ---------------------- | ---------------------------------------------------------- | ---------------------------------------------------------------------------- |
| Argentina 2 cupos + CV | Ben Hur Gimnasia (Comodoro Rivadavia) Libertad (Sunchales) | Campeón defensor Campeón LNB 2005/06 Subcampeón de la LNB 2005/06            |
| Bolivia 1 cupo         | Deportivo Nonis S.C.S.                                     | Invitado                                                                     |
| Brasil 3 cupos         | Río Claro Franca Basquetebol Clube Uberlândia              | Invitados                                                                    |
| Chile 2 cupos          | Provincial Osorno Universidad de Concepción                | Campeón Dimayor 2006 Mejor ubicado en la fase regular de la Dimayor 2006     |
| Paraguay 2 cupos       | Deportivo San José FP Cardozo                              | Campeón de ambos torneos en la temporada 2006 Mejor ubicado en ambos torneos |
| Perú 1 cupo            | Alas Peruanas                                              | Invitado                                                                     |
| Uruguay 2 cupos        | Malvín Olimpia                                             | Campeón LUB 2006/07 Mejor ubicado no clasificado a la LdA 2007/08            |
| Venezuela 2 cupos      | Cocodrilos de Caracas Gatos de Monagas                     | Tercero LPBV 2006 Cuarto LPBV 2006                                           |

CV: campeón vigente, o campeón defensor.

## Modo de disputa
El torneo estuvo dividido en dos etapas, la fase de grupos y los play-offs.
Fase de grupos
Los dieciséis participantes se dividieron en cuatro grupos de cuatro equipos cada uno, donde disputaron partidos todos contra todos dentro de su grupo. Cada grupo tuvo una sede fija la cual fue sorteada previamente.
- Grupo 1: Lima, Perú
- Grupo 2: Rafaela, Argentina
- Grupo 3: Franca, Brasil
- Grupo 4: Montevideo, Uruguay

Los dos mejores de cada grupo avanzaron a la siguiente fase, la de play-offs.
Play offs
Los ocho participantes se enfrentaron en parejas a duelos al mejor de tres, los cuales se jugaron 1-2, disputando dos partidos como local los primeros de grupo. Los cuatro ganadores avanzaron de fase y se enfrentaron nuevamente con el mismo formato.
La final se jugó al mejor de cinco encuentros, disputados 2-2-1.

## Fase de grupos

### Grupo 1 - Lima, Perú
| Pos. | Equipo                | Pts | PJ | PG | PP | PF  | PC  | Dif |
| ---- | --------------------- | --- | -- | -- | -- | --- | --- | --- |
| 1.   | Gimnasia (CR)         | 6   | 3  | 3  | 0  | 236 | 187 | +49 |
| 2.   | Provincial Osorno     | 5   | 3  | 2  | 1  | 228 | 219 | + 9 |
| 3.   | Cocodrilos de Carácas | 4   | 3  | 1  | 2  | 224 | 220 | + 4 |
| 4.   | Alas Peruanas         | 3   | 3  | 0  | 3  | 179 | 241 | -62 |

|  | Clasificado a la siguiente fase del torneo. |

Los horarios corresponde al huso horario de Lima, UTC -5.
| 26 de febrero, 19:00 | Cocodrilos                                                   | 73–77                | Provincial Osorno                                                |  |  |
|                      | Parciales: –, –, –, –                                        |                      |                                                                  |  |  |
|                      | Estadísticas Kevin Freeman 17 Juan Herrera 5 Jesús Bolívar 6 | Reporte Pts Reb Asts | Estadísticas 33 Chris Jeffries 12 Anthony Bishop 4 Erik Carrasco |  |  |

| 26 de febrero, 21:00 | Alas Peruanas                                                                  | 48–78                | Gimnasia                                                         |  |  |
|                      | Parciales: –, –, –, –                                                          |                      |                                                                  |  |  |
|                      | Estadísticas Juan Carlos Monges 11 Kotkenya Cullins 9 Luigi Casanova Chiabra 4 | Reporte Pts Reb Asts | Estadísticas 18 Leandro Masieri 7 Jervaughn Scales 2 Pablo Moldú |  |  |

| 27 de febrero, 17:00 | Gimnasia                                                               | 85–73                | Cocodrilos                                                        |  |  |
|                      | Parciales: –, –, –, –                                                  |                      |                                                                   |  |  |
|                      | Estadísticas Gabriel Cocha 24 Leandro Masieri 6 Charles Rahmel Jones 3 | Reporte Pts Reb Asts | Estadísticas 24 Kevin Freeman 5 Kevin Freeman 5 Timothy Lee Jones |  |  |

| 27 de febrero, 21:00 | Alas Peruanas                                                     | 73–85                | Provincial Osorno                                                   |  |  |
|                      | Parciales: –, –, –, –                                             |                      |                                                                     |  |  |
|                      | Estadísticas Kotkenya Cullins 20 Prentiss Gates 11 Julio Monges 6 | Reporte Pts Reb Asts | Estadísticas 29 Chris Jeffries 8 Chris Jeffries 9 Marcelo Hernández |  |  |

| 28 de febrero, 19:00 | Provincial Osorno                                 | 66–73                | Gimnasia                                                                    |  |  |
|                      | Parciales: –, –, –, –                             |                      |                                                                             |  |  |
|                      | Estadísticas Chris Jeffries 22 Chris Jeffries 9 - | Reporte Pts Reb Asts | Estadísticas 17 Jervaughn Scales 10 Jervaughn Scales 6 Charles Rahmel Jones |  |  |

| 28 de febrero, 21:00 | Alas Peruanas                                                            | 58–78                | Cocodrilos                                                    |  |  |
|                      | Parciales: –, –, –, –                                                    |                      |                                                               |  |  |
|                      | Estadísticas Juan Carlos Monges 25 Prentiss Gates 9 Juan Carlos Monges 3 | Reporte Pts Reb Asts | Estadísticas 20 Kevin Freeman 6 Luis Bethelmy 3 Jesús Bolívar |  |  |

### Grupo 2 - Rafaela, Argentina
| Pos. | Equipo          | Pts | PJ | PG | PP | PF  | PC  | Dif  |
| ---- | --------------- | --- | -- | -- | -- | --- | --- | ---- |
| 1.   | Ben Hur         | 6   | 3  | 3  | 0  | 307 | 155 | +152 |
| 2.   | Río Claro       | 5   | 3  | 2  | 1  | 254 | 198 | +56  |
| 3.   | F.P. Cardozo    | 4   | 3  | 1  | 2  | 194 | 221 | -27  |
| 4.   | Deportivo Nonis | 3   | 3  | 0  | 3  | 145 | 326 | -181 |

|  | Clasificado a la siguiente fase del torneo. |

Los horarios corresponde al huso horario de Rafaela, UTC -3.
| 2 de marzo, 19:30 | Río Claro                                                                                 | 85–65                | FP Cardozo                                                                                          |                                       |  |
|                   | Parciales: 15–16, 33–10, 15–22, 22–17                                                     |                      | |                                       |  |
|                   | Estadísticas Marcio Silva Dorneles 14 Demétrius Conrado Ferraciú 7 Fernando Feres Penna 3 | Reporte Pts Reb Asts | Estadísticas 17 Juliano Salvator Rivera Bruni 9 Sergio Agustín Aceval Pesoa 4 Diego González Correa | Pabellón: El Coliseo del Sur, Rafaela |  |

| 2 de marzo, 21:30 | Ben Hur                                                           | 125–58               | Deportivo Nonis                                                                 |                                       |  |
|                   | Parciales: 34–14, 24–15, 24–16, 43–13                             |                      |                                                                                 |                                       |  |
|                   | Estadísticas Terrence Hill 18 Terrence Hill 11 Sebastián Uranga 7 | Reporte Pts Reb Asts | Estadísticas 25 Carlos Terán Hernández 6 Carlos Terán Hernández 2 Germán Zelada | Pabellón: El Coliseo del Sur, Rafaela |  |

| 3 de marzo, 19:30 | Deportivo Nonis                                                                            | 44–115               | Río Claro |                                       |  |
|                   | Parciales: 13–37, 14–32, 10–21, 7–25                                                       |                      | |                                       |  |
|                   | Estadísticas Carlos Terán Hernández 16 Carlos Terán Hernández 9 Miguel Gonzáles Gonzáles 2 | Reporte Pts Reb Asts | Estadísticas 31 Luis Filipe Elisei Mendes Ribeiro 10 Luis Filipe Elisei Mendes Ribeiro 6 Bruno Vieria Langsdorff | Pabellón: El Coliseo del Sur, Rafaela |  |

| 3 de marzo, 21:30 | Ben Hur                                                                  | 93–43                | FP Cardozo                                                                                  |                                       |  |
|                   | Parciales: 28–13, 16–10, 17–6, 32–14                                     |                      |                                                                                             |                                       |  |
|                   | Estadísticas Damián Tintorelli 19 Damián Tintorelli 11 Lucas Picarelli 7 | Reporte Pts Reb Asts | Estadísticas 10 Juliano Salvator Rivera Bruni 4 Anderson Villamayor 2 Diego González Correa | Pabellón: El Coliseo del Sur, Rafaela |  |

| 4 de marzo, 19:30 | FP Cardozo                                                                                         | 86–43                | Deportivo Nonis                                                                          |                                       |  |
|                   | Parciales: 17–10, 33–10, 22–13, 14–10                                                              |                      |                                                                                          |                                       |  |
|                   | Estadísticas Sergio Javier López Zayas 16 Juliano Salvator Rivera Bruni 10 Emmanuel García Rubín 4 | Reporte Pts Reb Asts | Estadísticas 14 Carlos Terán González 12 Miguel Ángel Justiniano Claros 4 Chris Jeffries | Pabellón: El Coliseo del Sur, Rafaela |  |

| 4 de marzo, 19:30 | Ben Hur                                                           | 89–54                | Río Claro                                                                                  |                                       |  |
|                   | Parciales: 22–16, 18–17, 24–11, 25–10                             |                      |                                                                                            |                                       |  |
|                   | Estadísticas Walter Storani 19 Terrence Hill 11 Lucas Picarelli 5 | Reporte Pts Reb Asts | Estadísticas 16 Marcio Silva Dorneles 4 Marcio Silva Dorneles 4 Demétrius Conrado Ferraciú | Pabellón: El Coliseo del Sur, Rafaela |  |

### Grupo 3 - Franca, Brasil
| Pos. | Equipo             | Pts | PJ | PG | PP | PF  | PC  | Dif |
| ---- | ------------------ | --- | -- | -- | -- | --- | --- | --- |
| 1.   | Franca BC          | 6   | 3  | 3  | 0  | 263 | 186 | +77 |
| 2.   | Malvín             | 5   | 3  | 2  | 1  | 236 | 214 | +22 |
| 3.   | Gatos de Monagas   | 4   | 3  | 1  | 2  | 235 | 247 | -12 |
| 4.   | Deportivo San José | 3   | 3  | 0  | 3  | 179 | 266 | -87 |

|  | Clasificado a la siguiente fase del torneo. |

Los horarios corresponde al huso horario de Franca, UTC -3.
| 2 de marzo, 19:00 | Gatos de Monagas                                                                        | 78–83                | Malvín                                                                        |                            |  |
|                   | Parciales: 19–18, 13–18, 20–20, 26–27                                                   |                      |                                                                               |                            |  |
|                   | Estadísticas Romel Roberto Beck Castro 29 Peter Kvietek 8 Leinier Ali Zerpa Hernández 3 | Reporte Pts Reb Asts | Estadísticas 28 Emilio Taboada 13 Kim Bernard Adams Jr. 4 Joaquín Izuibejeres | Pabellón: Pedrocão, Franca |  |

| 2 de marzo, 21:00 | Franca BC                            | 93–49       | Deportivo San José     |                            |  |
|                   | Parciales: 30–6, 20–20, 29–10, 14–13 |             |                        |                            |  |
|                   | Estadísticas Sin datos               | Reporte Pts | Estadísticas Sin datos | Pabellón: Pedrocão, Franca |  |

| 3 de marzo, 19:00 | Malvín                               | 89–62       | Deportivo San José     |                            |  |
|                   | Parciales: 18–13, 28–23, 17–8, 26–18 |             |                        |                            |  |
|                   | Estadísticas Sin datos               | Reporte Pts | Estadísticas Sin datos | Pabellón: Pedrocão, Franca |  |

| 3 de marzo, 21:00 | Franca BC                                                                                 | 96–73                | Gatos de Monagas                                                                  |                            |  |
|                   | Parciales: 16–14, 33–13, 24–19, 23–27                                                     |                      |                                                                                   |                            |  |
|                   | Estadísticas William Fornou Drudi 16 William Fornou Drudi 10 Matheus Dos Prazeres Costa 8 | Reporte Pts Reb Asts | Estadísticas 19 Romel Roberto Beck Castro 5 Amber Marin 2 Juan Carlos García Lugo | Pabellón: Pedrocão, Franca |  |

| 4 de marzo, 19:00 | Deportivo San José                    | 68–84       | Gatos de Monagas       |                            |  |
|                   | Parciales: 14–24, 20–24, 21–14, 13–22 |             |                        |                            |  |
|                   | Estadísticas Sin datos                | Reporte Pts | Estadísticas Sin datos | Pabellón: Pedrocão, Franca |  |

| 4 de marzo, 21:00 | Franca BC                                                                          | 74–64                | Malvín                                                                      |                            |  |
|                   | Parciales: 11–14, 24–19, 15–10, 24–21                                              |                      |                                                                             |                            |  |
|                   | Estadísticas Hélio Rubens Garcia Filho 21 Murilo Becker Da Rosa 7 Rogério Klafke 3 | Reporte Pts Reb Asts | Estadísticas 22 Emilio Taboada 11 Kim Bernard Adams Jr. 8 Fernando Martínez | Pabellón: Pedrocão, Franca |  |

### Grupo 4 - Montevideo, Uruguay
| Pos. | Equipo               | Pts | PJ | PG | PP | PF  | PC  | Dif |
| ---- | -------------------- | --- | -- | -- | -- | --- | --- | --- |
| 1.   | Libertad (Sunchales) | 6   | 3  | 3  | 0  | 285 | 232 | +53 |
| 2.   | Olimpia              | 5   | 3  | 2  | 1  | 262 | 235 | +27 |
| 3.   | Uberlandia           | 4   | 3  | 1  | 2  | 240 | 269 | -29 |
| 4.   | U. de Concepción     | 3   | 3  | 0  | 3  | 264 | 315 | -51 |

|  | Clasificado a la siguiente fase del torneo. |

Los horarios corresponde al huso horario de Montevideo, UTC -2.
| 26 de febrero, 19:00 | Libertad (S)                                               | 91–79                | Uberlandia                                                                                       |                      |  |
|                      | Parciales: 18–25, 19–23, 27–16, 27–15                      |                      |                                                                                                  |                      |  |
|                      | Estadísticas Cleotis Brown 29 Robert Battle 7 Diego Alba 3 | Reporte Pts Reb Asts | Estadísticas 27 Valter Apolinario Silva 7 Wagner Carvalho Franca Mattos 3 Alfredo Luiz Perandini | Pabellón: Montevideo |  |

| 26 de febrero, 21:00 | Olimpia                                                                | 104–91               | Universidad de Concepción                                      |                      |  |
|                      | Parciales: 30–21, 12–18, 28–26, 34–26                                  |                      |                                                                |                      |  |
|                      | Estadísticas Mauro Tornaria 30 Nathan Bruce Mielke 16 Mauro Tornaria 5 | Reporte Pts Reb Asts | Estadísticas 24 Cedric Moodie 10 Louis Truscott 4 Patrick Sáez | Pabellón: Montevideo |  |

| 27 de febrero, 19:00 | Uberlandia                                                                                                | 90–88                | Universidad de Concepción                                            |                      |  |
|                      | Parciales: 20–21, 17–17, 24–19, 29–31                                                                     |                      |                                                                      |                      |  |
|                      | Estadísticas Robert Alexander Blackwell Jr. 28 Robert Alexander Blackwell Jr. 9 Valter Apolinario Silva 8 | Reporte Pts Reb Asts | Estadísticas 24 Cedric Moodie 10 Djibril Andie Kante 5 Cedric Moodie | Pabellón: Montevideo |  |

| 27 de febrero, 21:00 | Olimpia                                                              | 68–73                | Libertad (S)                                                                         |                      |  |
|                      | Parciales: 25–27, 9–22, 20–11, 14–13                                 |                      |                                                                                      |                      |  |
|                      | Estadísticas Omar Galeano 22 Nathan Bruce Mielke 12 Mauro Tornaria 5 | Reporte Pts Reb Asts | Estadísticas 17 Leopoldo Ruiz Moreno 5 Andrés Ricardo Pelussi 4 Leopoldo Ruiz Moreno | Pabellón: Montevideo |  |

| 28 de febrero, 19:00 | Universidad de Concepción                                                 | 85–121               | Libertad (S)                                               |                      |  |
|                      | Parciales: 26–38, 17–22, 18–28, 24–33                                     |                      |                                                            |                      |  |
|                      | Estadísticas Djibril Andie Kante 24 Djibril Andie Kante 10 Patrick Sáez 4 | Reporte Pts Reb Asts | Estadísticas 21 Diego Cavaco 10 Pablo Moya 5 Martín Müller | Pabellón: Montevideo |  |

| 28 de febrero, 21:00 | Olimpia                                                                    | 90–71                | Uberlandia                                                                                           |                      |  |
|                      | Parciales: 22–18, 28–14, 23–21, 17–18                                      |                      | |                      |  |
|                      | Estadísticas Nathan Bruce Mielke 20 Nathan Bruce Mielke 7 Mauro Tornaria 4 | Reporte Pts Reb Asts | Estadísticas 16 Helio Vitor Da Costa Lima 7 Robert Alexander Blackwell Jr. 4 Valter Apolinario Silva | Pabellón: Montevideo |  |

## Play offs
|  | Cuartos de final  | Cuartos de final  | Cuartos de final | Cuartos de final | Cuartos de final |    |              | Semifinales  | Semifinales | Semifinales | Semifinales | Semifinales |  |              | Final        | Final | Final | Final | Final | Final | Final |  |
|  |                   |                   |                  |                  |                  |    |              |              |             |             |             |             |  |              |              |       |       |       |       |       |       |  |
|  |                   |                   |                  |                  |                  |    |              |              |             |             |             |             |  |              |              |       |       |       |       |       |       |  |
|  | Libertad (S)      | Libertad (S)      | 83               | 106              | —                |    |              |              |             |             |             |             |  |              |              |       |       |       |       |       |       |  |
|  | Libertad (S)      | Libertad (S)      | 83               | 106              | —                |    |              |              |             |             |             |             |  |              |              |       |       |       |       |       |       |  |
|  | Malvín            | Malvín            | 79               | 81               | —                |    |              |              |             |             |             |             |  |              |              |       |       |       |       |       |       |  |
|  | Malvín            | Malvín            | 79               | 81               | —                |    | Libertad (S) | Libertad (S) | 65          | 89          | 70          |             |  |              |              |       |       |       |       |       |       |  |
|  |                   |                   |                  |                  |                  |    | Libertad (S) | Libertad (S) | 65          | 89          | 70          |             |  |              |              |       |       |       |       |       |       |  |
|  |                   |                   | Gimnasia (CR)    | Gimnasia (CR)    | 70               | 67 | 55           |              |             |             |             |             |  |              |              |       |       |       |       |       |       |  |
|  | Gimnasia (CR)     | Gimnasia (CR)     | Gimnasia (CR)    | Gimnasia (CR)    | 70               | 67 | 55           | 77           | 80          | —           |             |             |  |              |              |       |       |       |       |       |       |  |
|  | Gimnasia (CR)     | Gimnasia (CR)     |                  |                  |                  |    |              |              |             | —           |             |             |  |              |              |       |       |       |       |       |       |  |
|  | Río Claro         | Río Claro         | 72               | 70               | —                |    |              |              |             |             |             |             |  |              |              |       |       |       |       |       |       |  |
|  | Río Claro         | Río Claro         | 72               | 70               | —                |    |              |              |             |             |             |             |  | Libertad (S) | Libertad (S) | 90    | 69    | 58    | 73    | 77    |       |  |
|  |                   |                   |                  |                  |                  |    |              |              |             |             |             |             |  | Libertad (S) | Libertad (S) | 90    | 69    | 58    | 73    | 77    |       |  |
|  |                   |                   | Franca BC        | Franca BC        | 69               | 54 | 60           | 78           | 68          |             |             |             |  |              |              |       |       |       |       |       |       |  |
|  | Franca BC         | Franca BC         | Franca BC        | Franca BC        | 69               | 54 | 60           | 78           | 68          | 81          | 95          | —           |  |              |              |       |       |       |       |       |       |  |
|  | Franca BC         | Franca BC         |                  |                  |                  |    |              |              |             | 81          | 95          | —           |  |              |              |       |       |       |       |       |       |  |
|  | Olimpia           | Olimpia           | 70               | 70               | —                |    |              |              |             |             |             |             |  |              |              |       |       |       |       |       |       |  |
|  | Olimpia           | Olimpia           | 70               | 70               | —                |    | Franca BC    | Franca BC    | 68          | 79          | 78          |             |  |              |              |       |       |       |       |       |       |  |
|  |                   |                   |                  |                  |                  |    | Franca BC    | Franca BC    | 68          | 79          | 78          |             |  |              |              |       |       |       |       |       |       |  |
|  |                   |                   | Ben Hur          | Ben Hur          | 82               | 65 | 63           |              |             |             |             |             |  |              |              |       |       |       |       |       |       |  |
|  | Ben Hur           | Ben Hur           | Ben Hur          | Ben Hur          | 82               | 65 | 63           | 85           | 91          | 76          |             |             |  |              |              |       |       |       |       |       |       |  |
|  | Ben Hur           | Ben Hur           |                  |                  |                  |    |              |              |             | 76          |             |             |  |              |              |       |       |       |       |       |       |  |
|  | Provincial Osorno | Provincial Osorno | 91               | 63               | 74               |    |              |              |             |             |             |             |  |              |              |       |       |       |       |       |       |  |
|  | Provincial Osorno | Provincial Osorno | 91               | 63               | 74               |    |              |              |             |             |             |             |  |              |              |       |       |       |       |       |       |  |
|  |                   |                   |                  |                  |                  |    |              |              |             |             |             |             |  |              |              |       |       |       |       |       |       |  |

El equipo que figura primero en cada llave es el que obtuvo la ventaja de localías.

### Cuartos de final
Libertad (Sunchales) - Malvín
| 14 de marzo, 00:00 (UTC -3) | Malvín                                                                   | 79–83                | Libertad (S)                                                |                                                     |  |  |
|                             | Parciales: 24–20, 14–24, 20–22, 21–17                                    |                      |                                                             |                                                     |  |  |
|                             | Estadísticas Fernando Martínez 35 Kim Bernard Adams Jr. 12 Pablo Viera 4 | Reporte Pts Reb Asts | Estadísticas 24 Robert Battle 12 Robert Battle 4 Diego Alba | Pabellón: Gimnasio Juan Francisco Canil, Montevideo |  |  |
| 0 - 1                       |                                                                          |                      |                                                             |                                                     |  |  |
|                             |                                                                          |                      |                                                             |                                                     |  |  |

| 20 de marzo, 00:00 (UTC -3) | Libertad (S)           | 106–81      | Malvín                 |                                             |  |  |
|                             | Parciales: –, –, –, –  |             |                        |                                             |  |  |
|                             | Estadísticas Sin datos | Reporte Pts | Estadísticas Sin datos | Pabellón: El Hogar de los Tigres, Sunchales |  |  |
| 2 - 0                       |                        |             |                        |                                             |  |  |
|                             |                        |             |                        |                                             |  |  |

Gimnasia y Esgrima (CR) - Río Claro
| 13 de marzo, 00:00 (UTC -3) | Río Claro                                                                                        | 72–77                | Gimnasia (CR)                                                           |                     |  |  |
|                             | Parciales: 16–14, 19–15, 11–19, 17–15 (T.E.: 9–14)                                               |                      |                                                                         |                     |  |  |
|                             | Estadísticas Marcio Silva Dorneles 13 Daniel Nascimento Costa Souza 10 Bruno Vieria Langsdorff 3 | Reporte Pts Reb Asts | Estadísticas 23 Gabriel Cocha 11 Damon Roosevelt Thornton 5 Pablo Moldú | Pabellón: Río Claro |  |  |
| 0 - 1                       |                                                                                                  |                      |                                                                         |                     |  |  |
|                             |                                                                                                  |                      |                                                                         |                     |  |  |

| 20 de marzo, 00:00 (UTC -3) | Gimnasia (CR)                                                              | 80–70                | Río Claro                                                                                 |                                                         |  |  |
|                             | Parciales: 20–18, 26–15, 9–14, 25–23                                       |                      |                                                                                           |                                                         |  |  |
|                             | Estadísticas Jervaughn Scales 17 Damon Roosevelt Thornton 10 Pablo Moldú 3 | Reporte Pts Reb Asts | Estadísticas 25 Marcio Silva Dorneles 6 Demétrius Conrado Ferraciú 2 Fernando Feres Penna | Pabellón: Estadio Socios Fundadores, Comodoro Rivadavia |  |  |
| 2 - 0                       |                                                                            |                      |                                                                                           |                                                         |  |  |
|                             |                                                                            |                      |                                                                                           |                                                         |  |  |

Franca BC - Olimpia
| 15 de marzo, 00:00 (UTC -3) | Olimpia                                                               | 70–81                | Franca BC                                                                                  |                                 |  |  |
|                             | Parciales: 19–20, 15–17, 13–22, 23–22                                 |                      |                                                                                            |                                 |  |  |
|                             | Estadísticas Mauro Tornaria 14 Nathan Bruce Mielke 9 Mauro Tornaria 5 | Reporte Pts Reb Asts | Estadísticas 20 Murilo Becker Da Rosa 13 Murilo Becker Da Rosa 8 Hélio Rubens Garcia Filho | Pabellón: La Cúpula, Montevideo |  |  |
| 0 - 1                       |                                                                       |                      |                                                                                            |                                 |  |  |
|                             |                                                                       |                      |                                                                                            |                                 |  |  |

| 20 de marzo, 00:00 (UTC -3) | Franca BC                                                                                | 95–70                | Olimpia                                                          |                            |  |  |
|                             | Parciales: 24–13, 24–17, 22–20, 25–20                                                    |                      |                                                                  |                            |  |  |
|                             | Estadísticas Derrick Deshawn Lang 22 William Fornou Drudi 9 Hélio Rubens Garcia Filho 11 | Reporte Pts Reb Asts | Estadísticas 20 Pablo Rak Facal 7 Reque Newsome 6 Mauro Tornaria | Pabellón: Pedrocão, Franca |  |  |
| 2 - 0                       |                                                                                          |                      |                                                                  |                            |  |  |
|                             |                                                                                          |                      |                                                                  |                            |  |  |

Ben Hur - Provincial Osorno
| 13 de marzo, (UTC -4) | Provincial Osorno                     | 91–85       | Ben Hur                |                                             |  |  |
|                       | Parciales: 26–28, 17–21, 25–24, 23–12 |             |                        |                                             |  |  |
|                       | Estadísticas Sin datos                | Reporte Pts | Estadísticas Sin datos | Pabellón: Monumental María Gallardo, Osorno |  |  |
| 1 - 0                 |                                       |             |                        |                                             |  |  |
|                       |                                       |             |                        |                                             |  |  |

| 20 de marzo, 00:00 (UTC -3) | Ben Hur                                                                | 91–63                | Provincial Osorno                                                |                                       |  |  |
|                             | Parciales: 26–14, 27–17, 20–17, 18–15                                  |                      |                                                                  |                                       |  |  |
|                             | Estadísticas William Mc Farlan 24 Terrence Hill 11 William Mc Farlan 4 | Reporte Pts Reb Asts | Estadísticas 13 Chris Jeffries 7 Chris Jeffries 1 Chris Jeffries | Pabellón: El Coliseo del Sur, Rafaela |  |  |
| 1 - 1                       |                                                                        |                      |                                                                  |                                       |  |  |
|                             |                                                                        |                      |                                                                  |                                       |  |  |

| 21 de marzo, 00:00 (UTC -3) | Ben Hur                | 76–74       | Provincial Osorno      |                                       |  |  |
|                             | Parciales: –, –, –, –  |             |                        |                                       |  |  |
|                             | Estadísticas Sin datos | Reporte Pts | Estadísticas Sin datos | Pabellón: El Coliseo del Sur, Rafaela |  |  |
| 2 - 1                       |                        |             |                        |                                       |  |  |
|                             |                        |             |                        |                                       |  |  |

### Semifinales
Franca BC - Ben Hur
| 27 de marzo, 23:00 (UTC-3) | Ben Hur                                                                 | 82–68                | Franca BC                                                                            |                                       |  |  |
|                            | Parciales: 20–16, 22–20, 17–19, 23–3                                    |                      |                                                                                      |                                       |  |  |
|                            | Estadísticas Fabián Elías Saad 22 Damián Tintorelli 5 Lucas Picarelli 7 | Reporte Pts Reb Asts | Estadísticas 20 Matheus Dos Prazeres Costa 13 Murilo Becker Da Rosa 5 Rogerio Kláfke | Pabellón: EL Coliseo del Sur, Rafaela |  |  |
| 1 - 0                      |                                                                         |                      |                                                                                      |                                       |  |  |
|                            |                                                                         |                      |                                                                                      |                                       |  |  |

| 4 de abril, 20:30 (UTC-3) | Franca BC                                                                                     | 79–65                | Ben Hur                                                                   |                            |  |  |
|                           | Parciales: 16–18, 20–15, 30–14, 13–18                                                         |                      |                                                                           |                            |  |  |
|                           | Estadísticas Hélio Rubens Garcia Filho 20 Murilo Becker Da Rosa 8 Hélio Rubens Garcia Filho 7 | Reporte Pts Reb Asts | Estadísticas 14 William Mc Farlan 8 Damián Tintorelli 4 William Mc Farlan | Pabellón: Pedrocão, Franca |  |  |
| 1 - 1                     |                                                                                               |                      |                                                                           |                            |  |  |
|                           |                                                                                               |                      |                                                                           |                            |  |  |

| 5 de abril, 20:30 (UTC-3) | Franca BC                                                                           | 78–63                | Ben Hur                                                             |                            |  |  |
|                           | Parciales: 17–13, 22–15, 22–18, 17–17                                               |                      |                                                                     |                            |  |  |
|                           | Estadísticas Matheus Dos Prazeres Costa 19 William Fornou Drudi 15 Rogério Klafke 8 | Reporte Pts Reb Asts | Estadísticas 20 William Mc Farlan 7 Terrence Hill 3 Lucas Picarelli | Pabellón: Pedrocão, Franca |  |  |
| 2 - 1                     |                                                                                     |                      |                                                                     |                            |  |  |
|                           |                                                                                     |                      |                                                                     |                            |  |  |

Libertad (S) - Gimnasia y Esgrima (CR)
| 28 de marzo, 00:00 (UTC-3) | Gimnasia (CR)                                                    | 70–65                | Libertad (S)                                                         |                                                         |  |  |
|                            | Parciales: 12–20, 18–9, 19–12, 21–24                             |                      |                                                                      |                                                         |  |  |
|                            | Estadísticas Pablo Moldú 20 Pablo Moldú 8 Charles Rahmel Jones 5 | Reporte Pts Reb Asts | Estadísticas 18 Cleotis Brown 11 Andrés Ricardo Pelussi 3 Diego Alba | Pabellón: Estadio Socios Fundadores, Comodoro Rivadavia |  |  |
| 1 - 0                      |                                                                  |                      |                                                                      |                                                         |  |  |
|                            |                                                                  |                      |                                                                      |                                                         |  |  |

| 3 de abril, 23:00 (UTC-3) | Libertad (S)                          | 89–67       | Gimnasia (CR)          |                                             |  |  |
|                           | Parciales: 20–17, 18–15, 29–13, 22–22 |             |                        |                                             |  |  |
|                           | Estadísticas Sin datos                | Reporte Pts | Estadísticas Sin datos | Pabellón: El Hogar de los Tigres, Sunchales |  |  |
| 1 - 1                     |                                       |             |                        |                                             |  |  |
|                           |                                       |             |                        |                                             |  |  |

| 4 de abril, 23:00 (UTC-3) | Libertad (S)                                                | 70–55                | Gimnasia (CR)                                                     |                                             |  |  |
|                           | Parciales: –, –, –, –                                       |                      |                                                                   |                                             |  |  |
|                           | Estadísticas Cleotis Brown 18 Robert Battle 13 Diego Alba 4 | Reporte Pts Reb Asts | Estadísticas 16 Ruperto Herrera 6 Gabriel Cocha 2 Ruperto Herrera | Pabellón: El Hogar de los Tigres, Sunchales |  |  |
| 2 - 1                     |                                                             |                      |                                                                   |                                             |  |  |
|                           |                                                             |                      |                                                                   |                                             |  |  |

### Final
Libertad - Franca BC
| 25 de abril, 21:00 (UTC-3) | Libertad (S)                                                                     | 90–69                | Franca BC                                                                                 |                                             |  |  |
|                            | Parciales: 24–16, 27–19, 20–12, 19–22                                            |                      |                                                                                           |                                             |  |  |
|                            | Estadísticas Cleotis Brown III 24 Robert Clark Battle 8 Andrés Ricardo Pelussi 5 | Reporte Pts Reb Asts | Estadísticas 23 Murilo Becker da Rosa 6 Murilo Becker da Rosa 5 Hélio Rubens Garcia Filho | Pabellón: El Hogar de los Tigres, Sunchales |  |  |
| 1 - 0                      |                                                                                  |                      |                                                                                           |                                             |  |  |
|                            |                                                                                  |                      |                                                                                           |                                             |  |  |

| 26 de abril, 21:00 (UTC-3) | Libertad (S)                                                                     | 69–54                | Franca BC                                                                           |                                             |  |  |
|                            | Parciales: 23–14, 19–17, 18–7, 9–16                                              |                      |                                                                                     |                                             |  |  |
|                            | Estadísticas Robert Clark Battle 17 Robert Clark Battle 11 Diego Andrés Cavaco 4 | Reporte Pts Reb Asts | Estadísticas 13 Murilo Becker Da Rosa 9 Rogério Klafke 4 Matheus Dos Prazeres Costa | Pabellón: El Hogar de los Tigres, Sunchales |  |  |
| 2 - 0                      |                                                                                  |                      |                                                                                     |                                             |  |  |
|                            |                                                                                  |                      |                                                                                     |                                             |  |  |

| 2 de mayo, 21:00 (UTC-3) | Franca BC                                                                               | 60–58                | Libertad (S)                                                                     |                            |  |  |
|                          | Parciales: 13–13, 15–16, 20–13, 12–16                                                   |                      |                                                                                  |                            |  |  |
|                          | Estadísticas William Fornou Drudi 13 William Fornou Drudi 8 Hélio Rubens Garcia Filho 9 | Reporte Pts Reb Asts | Estadísticas 13 Robert Clark Battle 14 Robert Clark Battle 3 Robert Clark Battle | Pabellón: Pedrocão, Franca |  |  |
| 1 - 2                    |                                                                                         |                      |                                                                                  |                            |  |  |
|                          |                                                                                         |                      |                                                                                  |                            |  |  |

| 3 de mayo, 21:00 (UTC-3) | Franca BC                             | 78–73       | Libertad (S)           |                            |  |  |
|                          | Parciales: 11–22, 22–18, 17–13, 28–20 |             |                        |                            |  |  |
|                          | Estadísticas Sin datos                | Reporte Pts | Estadísticas Sin datos | Pabellón: Pedrocão, Franca |  |  |
| 2 - 2                    |                                       |             |                        |                            |  |  |
|                          |                                       |             |                        |                            |  |  |

| 9 de mayo, 21:00 (UTC-3) | Libertad (S)                                                          | 77–68                | Franca BC                                                                          |                                             |  |  |
|                          | Parciales: 23–18, 16–22, 18–17, 20–11                                 |                      |                                                                                    |                                             |  |  |
|                          | Estadísticas Cleotis Brown III 23 Robert Clark Battle 13 Diego Alba 5 | Reporte Pts Reb Asts | Estadísticas 16 Rogéiro Klafke 7 Derrick Deshawn Lang 2 Matheus Dos Prazeres Costa | Pabellón: El Hogar de los Tigres, Sunchales |  |  |
| 3 - 2                    |                                                                       |                      |                                                                                    |                                             |  |  |
|                          |                                                                       |                      |                                                                                    |                                             |  |  |

Libertad de Sunchales

Campeón

Segundo título

## Plantel campeón
| No | Jugador                |
| -- | ---------------------- |
| 4  | Diego Alba             |
| 5  | Nicolás Pairone        |
| 7  | Leopoldo Ruiz Moreno   |
| 8  | Jorge Benítez          |
| 9  | Martín Müller          |
| 10 | Andrés Ricardo Pelussi |
| 11 | Marcos Saglietti       |
| 12 | Cleotis Brown          |
| 13 | Diego Cavaco           |
| 14 | Pablo Moya             |
| 15 | Robert Battle          |